# 三星Galaxy S6 Active
三星Galaxy S6 Active（英語：Samsung Galaxy S6 Active，寫作「SΛMSUNG Galaxy S6 active」）是一款由三星電子生產的Android智能手机。在美國只透過AT&T進行銷售。作為三星Galaxy S6的變種，S6 Active在規格上與Galaxy S6相若，但加入基於IP68規格的防水、防震及防塵功能，以及更工業化的設計；該產品於2015年6月12日發佈。

## 發行
2015年6月12日，S6 Active於美國由AT&T率先發佈，並提供灰色、迷彩藍（camo-blue）及迷彩白（camo-white）三種顏色選擇，型號為SM-G890A。

## 產品規格
S6 Active繼承了Galaxy S6大部份的硬件規格，當中包括採用同款的八核心處理器、3 GB RAM及5.1吋顯示屏。其採用的顯示屏款式與Galaxy S6相同，亦採用一枚1600萬像素鏡頭。在硬件設計上，該產品與S6大致相同，唯其機身較厚、採用金屬鉚釘及采用三颗实体导航键以取代S6原有的实体Home键及电容式返回／菜单键。S6 Active在啟動時採用類似於S6的軟件，為搭載TouchWiz的Android 5.0.2操作系統。而其3,500 mAh的電池容量亦較S6為大，亦保留了對無線充電的支援。在預裝軟件上，S6 Active比S6多出了一個名為「Active Zone」的程式，容許用戶以較快捷的方式使用指南針、閃光燈、計時器及查看天氣情況。
該產品的設計符合IP68標準，意味著能夠於水深達1.5（4.9英尺）浸沒長達30分鐘。

## 評價
《The Verge》曾對S6 Active進行評測，列出6個值得入手該產品而非S6的原因：
- 該產品具備防水、防塵功能。
- 該產品的電池容量比S6高37%。
- 該產品在左邊機身、音量控制鍵上擁有一顆額外的按鍵，可用以設定開啟任何應用程式。
- 該產品在運行時，機面只有適量的微溫，不感到燙手，而S6有時候則會熱得燙手。
- 該產品僅比S6高出10美元。
- 該產品擁有與S6相同的效能及攝影質素。

然而，該評測亦指出5個值得入手S6而非該產品的原因：
- 該產品採用塑膠機殻，而非金屬機殻。
- 該產品未有配置指紋掃描器。
- 該產品只提供32 GB及64 GB兩款容量選擇，不像S6般設有128 GB內存版本。
- 該產品在美國只於AT&T發售。
- 基於S6 Active的固件及安全性更新之推送頻率較S6的低。

## 外部連結
- 官方網站 （页面存档备份，存于）